# K-25

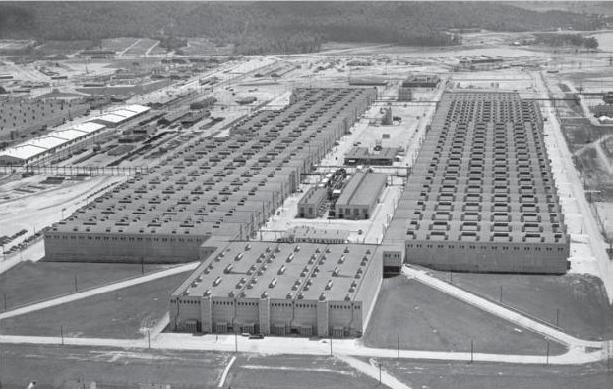
Vista aérea del edificio K-25 de la Planta de Difusión Gaseosa de Oak Ridge. El edificio que medía unos 1500 m de largo en forma de "U" fue demolido por completo en el 2013.

K-25 fue el nombre en clave dado por el Proyecto Manhattan al programa para producir uranio enriquecido para bombas atómicas utilizando el método de difusión gaseosa. Originalmente el nombre en clave del producto, con el tiempo se usó para referirse al proyecto, la instalación de producción ubicada en Clinton Engineer Works en Oak Ridge, Tennessee, Estados Unidos, el principal edificio de difusión gaseosa y, en última instancia, el sitio. Cuando se construyó en 1944, la planta de difusión gaseosa K-25 de cuatro pisos era el edificio más grande del mundo, con más de 152,000 m² de espacio en el piso y un volumen de 2,760,000 m³.
La difusión gaseosa se basa en la ley de Graham, que establece que las velocidades de difusión y efusión de un gas son inversamente proporcionales a la raíz cuadrada de su masa molecular. El hexafluoruro de uranio altamente corrosivo (UF6) fue el único compuesto conocido de uranio suficientemente volátil para ser utilizado en este proceso. Antes de que esto pudiera hacerse, los Laboratorios de Materiales Aleados Especiales (SAM) en la Universidad de Columbia y la Corporación Kellex tuvieron que superar dificultades formidables para desarrollar una barrera de difusión adecuada.
La construcción de la instalación K-25 fue realizada por J. A. Jones Construction. En el apogeo de la construcción, más de 25,000 trabajadores fueron empleados en el sitio. La difusión gaseosa fue una de las tres tecnologías de enriquecimiento utilizadas por el Proyecto Manhattan. El producto ligeramente enriquecido de la planta de difusión térmica S-50 se alimentó a la planta de difusión gaseosa K-25. Su producto a su vez fue alimentado a la planta de separación electromagnética Y-12. El uranio enriquecido se utilizó en la bomba atómica Little Boy utilizada en el bombardeo atómico de la ciudad de Hiroshima. En 1946, la planta de difusión gaseosa K-25 adquirió la capacidad de producir productos altamente enriquecidos.
Después de la guerra, otras cuatro plantas de difusión gaseosa llamadas K-27, K-29, K-31 y K-33 fueron agregadas al sitio. El sitio K-25 pasó a llamarse Planta de Difusión Gaseosa Oak Ridge en 1955. La producción de uranio enriquecido terminó en 1964, y la difusión gaseosa finalmente cesó en el sitio el 27 de agosto de 1985. La Planta de Difusión Gaseosa Oak Ridge pasó a llamarse Sitio Oak Ridge K-25 en 1989 y  East Tennessee Technology Park en 1996. La demolición de las cinco plantas de difusión gaseosa se completó en febrero de 2017.

## Investigación y desarrollo

### Difusores

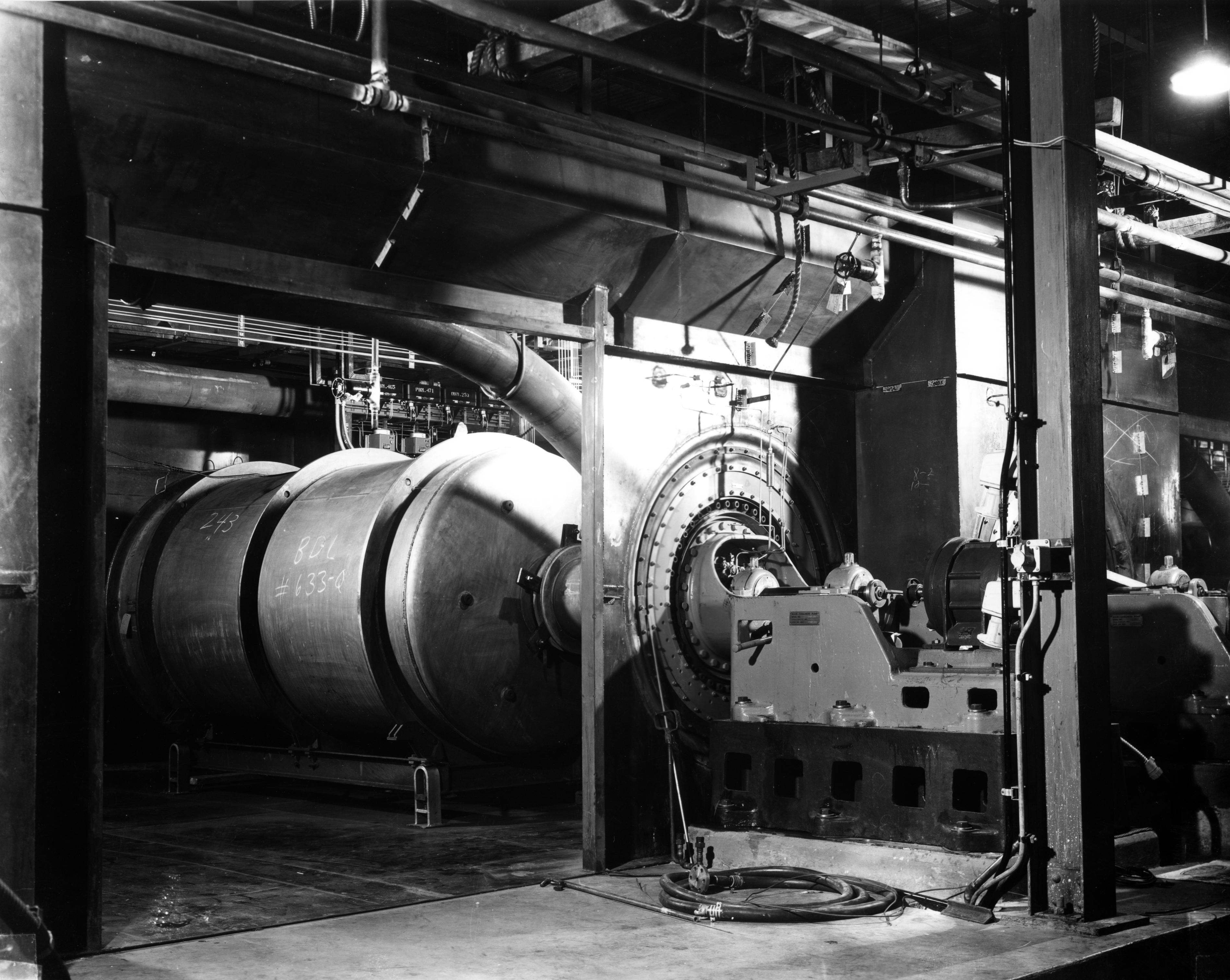
Una celda de difusión gaseosa, se observa su difusor.

La naturaleza altamente corrosiva del hexafluoruro de uranio planteó varios desafíos tecnológicos. Las tuberías y accesorios con los que debía entrar en contacto tenían que estar hechos o revestidos con níquel. Esto estaba bien para objetos pequeños, pero era poco práctico para los difusores grandes, los contenedores en forma de tanque que tenían que mantener el gas bajo presión. El níquel era un material de guerra vital, y aunque el Proyecto Manhattan podría utilizar su prioridad para adquirirlo, hacer los difusores de níquel sólido agotaría el suministro nacional de níquel. El director del Proyecto Manhattan, general de brigada Leslie R. Groves Jr., le dio el contrato para construir los difusores a Chrysler. A su vez, su presidente, K. T. Keller asignó a Carl Heussner, un experto en galvanoplastia, la tarea de desarrollar un proceso para galvanoplastia de un objeto tan grande. Los altos ejecutivos de Chrysler llamaron a esto "Proyecto X-100".
La galvanoplastia requería una milésima parte del níquel de un difusor construido de níquel sólido. Los laboratorios SAM ya habían intentado esto y fallaron. Heussner experimentó con un prototipo en un edificio construido dentro de un edificio, y descubrió que se podía hacer, siempre que la serie de pasos de decapado y escalado requeridos se realizaran sin que nada entrara en contacto con oxígeno. Toda la fábrica de Chrysler en Lynch Road en Detroit se reconvirtió para la fabricación de difusores. El proceso de galvanoplastia requirió más de 4,600 m² de superficie cubierta, varios miles de trabajadores y un complicado sistema de filtración de aire para asegurar que el níquel no estuviera contaminado. Al final de la guerra, Chrysler había construido y despachado más de 3.500 difusores.

### Compresores
El proceso de difusión gaseosa requirió compresores adecuados que debían cumplir requisitos estrictos. Al igual que los difusores, tuvieron que resistir la corrosión del gas de hexafluoruro de uranio. La corrosión no solo dañaría los compresores, sino que también contaminaría el gas. No podían permitirse ninguna fuga de hexafluoruro de uranio, especialmente si ya estaba enriquecido, o de aceite, que reaccionaría con el hexafluoruro de uranio. Tenían que impulsar a altas velocidades y manejar un gas doce veces más denso que el aire. Para cumplir con estos requisitos, los Laboratorios SAM optaron por utilizar compresores centrífugos. Sabían que la relación de compresión deseada de 2.3: 1 a 3.2: 1 era inusualmente alta para este tipo de equipos. Para algunos propósitos, un compresor alternativo sería suficiente, y estos fueron diseñados por Henry A. Boorse en los Laboratorios SAM, mientras que Ingersoll Rand abordó los compresores centrífugos.
A principios de 1943, Ingersoll Rand se retiró. Keith se acercó a Clark Compressor Company y Worthington Pump and Machinery, pero lo rechazaron y dijeron que no se podía hacer. Entonces Keith y Groves se reunieron con ejecutivos en Allis-Chalmers, quienes acordaron construir una nueva fábrica para producir los compresores, a pesar de que el diseño del compresor aún era incierto. A los Laboratorios SAM se les ocurrió un diseño, y Westinghouse construyó algunos prototipos que fueron probados con éxito. Luego, Judson Swearingen, de la Compañía Elliott, ideó un diseño revolucionario y prometedor que era mecánicamente estable con sellos que contendrían el gas. Este diseño fue fabricado por Allis-Chalmers.

### Barreras de difusión
Las dificultades con los difusores y los compresores se volvieron insignificantes comparados con las encontradas para fabricar la barrera porosa de difusión. Para funcionar, el proceso de difusión gaseosa requería una barrera con agujeros microscópicos, pero que no se  taponara. Tenía que ser extremadamente poroso, pero lo suficientemente fuerte como para manejar las altas presiones. Y al igual que todo lo demás, tenía que resistir la corrosión del hexafluoruro de uranio. El último criterio hacia que se inclinaran por fabricar una barrera de níquel. Foster C. Nix, de los Laboratorios Bell Telephone, experimentó con polvo de níquel, mientras que Edward O. Norris, de C. O. Jelliff Manufacturing Corporation, y Edward Adler, del City College de Nueva York, trabajaron en un diseño con níquel metálico galvanizado . Norris era un decorador de interiores inglés, que había desarrollado una malla metálica muy fina para usar con una pistola spray. Su diseño parecía demasiado frágil y frágil para el uso propuesto, particularmente en las etapas superiores de enriquecimiento, pero había esperanza de que este escollo pudiera superarse.

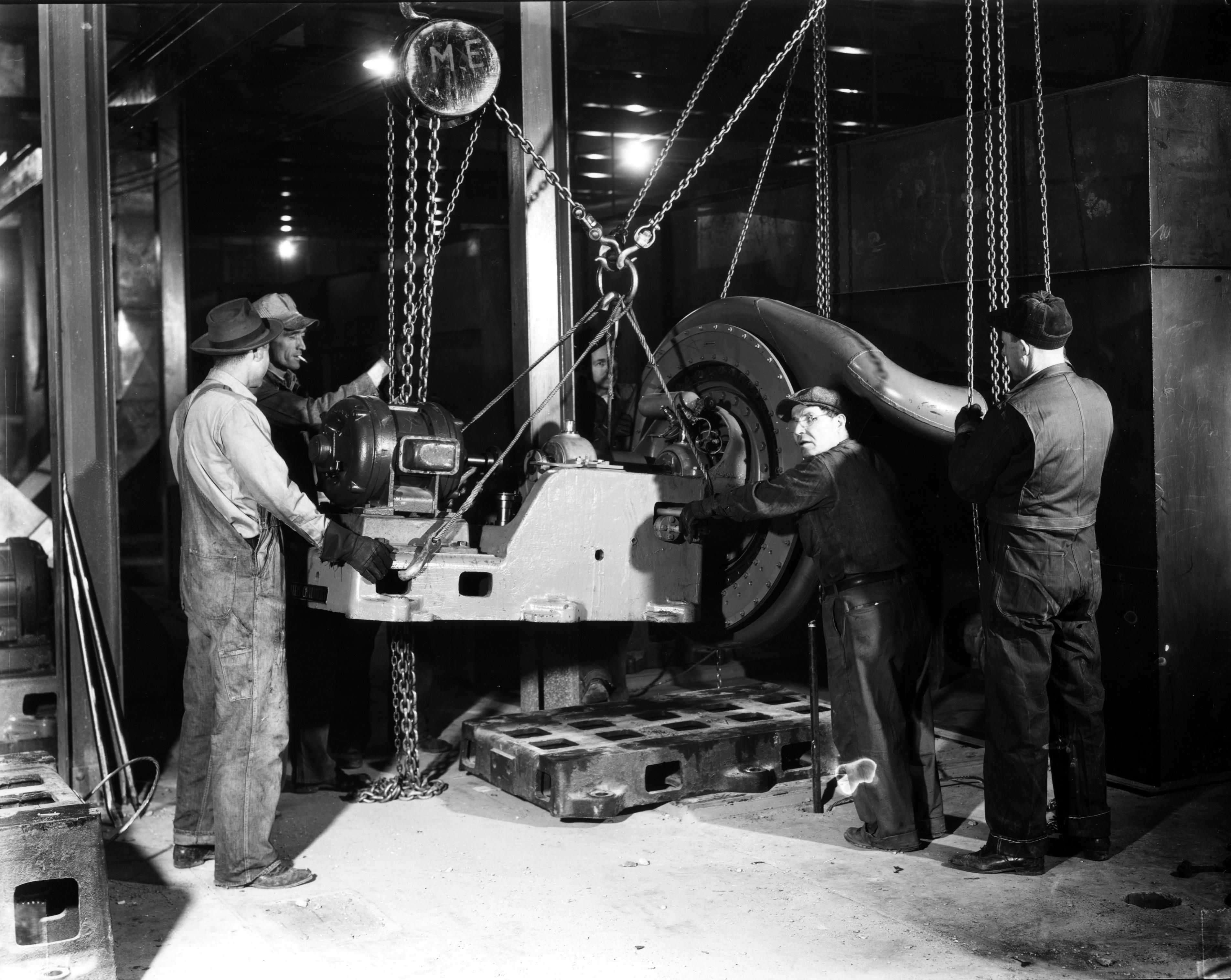
Instalando un compresor.

En 1943, Urey incorporó a Hugh S. Taylor de la Universidad de Princeton para analizar el problema de una barrera utilizable.  Libby avanzó en la comprensión de la química del hexafluoruro de uranio, dando ideas sobre cómo prevenir la corrosión y la obstrucción. Investigadores químicos de los Laboratorios SAM estudiaron fluorocarbonos, que resistieron la corrosión, y podrían usarse como lubricantes y refrigerantes en la planta de difusión gaseosa. A pesar de este progreso, el Proyecto K-25 estaba en serios problemas sin una barrera adecuada, y para agosto de 1943 se enfrentaba a la cancelación. El 13 de agosto, Groves informó al Comité de Política Militar, el comité principal que dirigió el Proyecto Manhattan, que el enriquecimiento por difusión gaseosa en más del 50 por ciento probablemente no era factible, y que la planta de difusión gaseosa se limitaría a producir un producto con un enriquecimiento más bajo que pudiera ser alimentado a los calutrones de la planta electromagnética Y-12. Por lo tanto, Urey comenzó los preparativos para producir en masa la barrera de Norris-Adler, a pesar de sus problemas.
Mientras tanto, Union Carbide y Kellex habían informado a los investigadores de Bakelite Corporation, una subsidiaria de Union Carbide, sobre los esfuerzos fallidos de Nix con las barreras de níquel en polvo. Frazier Groff y otros investigadores de los laboratorios de Bakelite en Bound Brook, Nueva Jersey, pensaban que Nix no estaba aprovechando las últimas técnicas, y comenzaron sus propios esfuerzos de desarrollo. Tanto Bell como Bound Brook enviaron muestras de sus barreras de níquel en polvo a Taylor para su evaluación, pero él no estaba impresionado; ninguno había encontrado una barrera práctica. En el laboratorio de Kellogg en Jersey City, Nueva Jersey, Clarence A. Johnson, que estaba al tanto de los pasos realizados por los laboratorios SAM para mejorar la barrera de Norris-Adler, se dio cuenta de que también que dichas ideas también eran aplicables a la barrera de baquelita. El resultado fue una barrera mejor que cualquiera de las dos, aunque todavía estaba por debajo de lo requerido. En una reunión en Columbia con el Ejército presente el 20 de octubre de 1943, Keith propuso cambiar el esfuerzo de desarrollo a la barrera de Johnson. Urey se resistió a esto, temiendo que esto afectara la moral en los Laboratorios SAM. El problema se planteó a Groves en una reunión el 3 de noviembre de 1943, y decidió continuar con el desarrollo de las barreras de Johnson y Norris-Adler.
Groves convocó la ayuda británica, mediante Wallace Akers y quince miembros del proyecto de difusión gaseosa británico, quienes revisarían el progreso realizado hasta el momento. Su veredicto fue que, si bien la nueva barrera era potencialmente superior, el compromiso de Keith de construir una nueva instalación para producir la nueva barrera en solo cuatro meses, producir todas las barreras requeridas en otros cuatro y tener la instalación de producción en funcionamiento en solo doce meses "solo se podría lograr mediante un milagro". El 16 de enero de 1944, Groves se decidió por la barrera de Johnson. Johnson construyó una planta piloto para el nuevo proceso en el Edificio Nash. Taylor analizó las barreras de muestra producidas y declaró que solo el 5 por ciento de ellas eran de calidad aceptable. Edward Mack Jr. creó su propia planta piloto en Schermerhorn Hall en Columbia, y Groves obtuvo 80 toneladas de níquel de la International Nickel Company. Con suficiente níquel para trabajar, en abril de 1944, ambas plantas piloto producían barreras de calidad aceptable el 45 por ciento de las veces.